# Campeonato Europeo de la UEFA Sub-19 2019
El Campeonato de Europa Sub-19 de la UEFA de 2019 fue la XVIII edición del Campeonato de Europa Sub-19, organizado por la UEFA. La fase final se disputó en Armenia, entre el 14 y el 27 de julio de 2019. El torneo contó con la participación de ocho seleccionados nacionales —incluida la propia selección de Armenia—, que fueron definidos mediante una clasificación previa a disputarse entre los meses de octubre de 2018 y marzo de 2019.
Para las convocatorias, fueron elegibles solamente jugadores nacidos luego del 1 de enero de 2000. La novedad que presentó el campeonato fue la posibilidad de efectuar un máximo de cinco sustituciones por partido. Se proclamó campeona España.

## Sedes
El 2 de abril de 2019, la Federación de Fútbol de Armenia anunció que 3 estadios albergarían los partidos del torneo, todos ubicados en la capital, Ereván.
| Ereván                              | Ereván           | Ereván                   |
| ----------------------------------- | ---------------- | ------------------------ |
| Estadio Republicano Vazgen Sargsyan | Banants Stadium  | Football Academy Stadium |
| Capacidad: 14,403                   | Capacidad: 4,860 | Capacidad: 1,428         |
|                                     |                  |                          |

## Equipos participantes
Armenia, como país organizador, se encontró automáticamente clasificado a la fase final. Otras siete selecciones accedieron al torneo mediante el proceso clasificatorio previo. La Ronda de clasificación comenzó el 10 de octubre y concluyó el 20 de noviembre de 2018, mientras que la Ronda Élite se llevó a cabo en el mes de marzo de 2019.
| Equipos participantes | Equipos participantes | Equipos participantes | Equipos participantes |
| --------------------- | --------------------- | --------------------- | --------------------- |
| Armenia               | República Checa       | Francia               | Irlanda               |
| Noruega               | España                | Italia                | Portugal              |

## Fase de grupos

### Sorteo
Se realizó el 31 de mayo de 2019, a las 12:00 (GMT+4), en el Armenia Marriott Hotel en Ereván, Armenia

### Grupo A
| Selección | Pts | PJ | PG | PE | PP | GF | GC | Dif |
| --------- | --- | -- | -- | -- | -- | -- | -- | --- |
| Portugal  | 7   | 3  | 2  | 1  | 0  | 8  | 1  | +7  |
| España    | 7   | 3  | 2  | 1  | 0  | 7  | 3  | +4  |
| Italia    | 3   | 3  | 1  | 0  | 2  | 5  | 5  | 0   |
| Armenia   | 0   | 3  | 0  | 0  | 3  | 1  | 12 | -11 |

#### Partidos
| 14 de julio de 2019, 18:45 (GMT+4) | Armenia            | 1:4 (0:1) | España                                                        | Republicano Vazgen Sargsyan, Ereván                       |                                                           |
| 18:45hs (GMT+4)                    | - Yeghiazaryan 51' | Reporte   | - 33' Orellana - 58' J. Miranda - 64' Marqués - 90+7' Mollejo | Asistencia: 10.200 espectadores Árbitro(s): Kristo Tohver | Asistencia: 10.200 espectadores Árbitro(s): Kristo Tohver |

| 14 de julio de 2019, 21:00 (GMT+4) | Italia | 0:3 (0:1) | Portugal                                       | Banants Stadium, Ereván |  |
| 21:00hs (GMT+4)                    |        | Reporte   | - 28' Gonçalo Soares - 46' Ramos - 52' Correia |                         |  |

| 17 de julio de 2019, 18:45 (GMT+4) | Portugal     | 1:1 (0:1) | España        | Banants Stadium, Ereván           |                                   |
| 18:45hs (GMT+4)                    | - Vieira 49' | Reporte   | - 41' Miranda | Árbitro(s): Anastásios Papapétrou | Árbitro(s): Anastásios Papapétrou |

| 17 de julio de 2019, 21:00 (GMT+4) | Armenia | 0:4 (0:2) | Italia                                            | Republicano Vazgen Sargsyan, Ereván                   |                                                       |
| 21:00hs (GMT+4)                    |         | Reporte   | - 29', 56' Portanova - 32' Merola - 69' Raspadori | Asistencia: 8780 espectadores Árbitro(s): Filip Glova | Asistencia: 8780 espectadores Árbitro(s): Filip Glova |

| 20 de julio de 2019, 21:00 (GMT+4) | Portugal                                                              | 4:0 (1:0) | Armenia | Republicano Vazgen Sargsyan, Ereván |                              |
| 21:00hs (GMT+4)                    | - Vitor Ferreira 34' (pen.) - João Mário 50' - Tiago Gouveia 67', 88' | Reporte   |         | Árbitro(s): Nikola Dabanović        | Árbitro(s): Nikola Dabanović |

| 20 de julio de 2019, 21:00 (GMT+4) | España                                              | 2:1 (0:1) | Italia                     | Academia de Fútbol de Ereván, Ereván |                          |
| 21:00hs (GMT+4)                    | - Lorenzo Gavioli 61' (a.g.) - Abel Ruiz 68' (pen.) | Reporte   | - 35' Davide Merola suceso | Árbitro(s): Irfan Peljto             | Árbitro(s): Irfan Peljto |

### Grupo B
| Selección       | Pts | PJ | PG | PE | PP | GF | GC | Dif |
| --------------- | --- | -- | -- | -- | -- | -- | -- | --- |
| Francia         | 9   | 3  | 3  | 0  | 0  | 5  | 0  | +5  |
| Irlanda         | 4   | 3  | 2  | 1  | 1  | 3  | 3  | 0   |
| Noruega         | 2   | 3  | 0  | 1  | 1  | 1  | 2  | -1  |
| República Checa | 1   | 3  | 0  | 1  | 1  | 1  | 5  | -4  |

#### Partidos
| 15 de julio de 2019, 18:45 (GMT+4) | Noruega      | 1:1 (1:0) | Irlanda     | Academia de Fútbol de Ereván, Ereván |                              |
| 18:45hs (GMT+4)                    | - Botheim 8' | Reporte   | - 81' Hodge | Árbitro(s): Nikola Dabanović         | Árbitro(s): Nikola Dabanović |

| 15 de julio de 2019, 21:00 (GMT+4) | República Checa | 0:3 (0:1) | Francia                                        | Republicano Vazgen Sargsyan, Ereván |                          |
| 21:00hs (GMT+4)                    |                 | Reporte   | - 41' Flips - 48' (a.g.) Heidenreich - 52' Abi | Árbitro(s): Irfan Peljto            | Árbitro(s): Irfan Peljto |

| 18 de julio de 2019, 18:45 (GMT+4) | República Checa | 0:0     | Noruega | Academia de Fútbol de Ereván, Ereván |                           |
| 18:45hs (GMT+4)                    |                 | Reporte |         | Árbitro(s): Sergei Ivanov            | Árbitro(s): Sergei Ivanov |

| 18 de julio de 2019, 21:00 (GMT+4) | Irlanda | 0:1 (0:0) | Francia      | Banants Stadium, Ereván   |                           |
| 21:00hs (GMT+4)                    |         | Reporte   | - 83' Isidor | Árbitro(s): Kristo Tohver | Árbitro(s): Kristo Tohver |

| 21 de julio de 2019, 21:00 (GMT+4) | Irlanda                    | 2:1 (1:0) | República Checa | Academia de Fútbol de Ereván, Ereván |                                   |
| 21:00hs (GMT+4)                    | - Afolabi 35' - Coffey 81' | Reporte   | 79' Kušej       | Árbitro(s): Anastasios Papapetrou    | Árbitro(s): Anastasios Papapetrou |

| 21 de julio de 2019, 21:00 (GMT+4) | Francia               | 1:0 (0:0) | Noruega | Banants Stadium, Ereván |                         |
| 21:00hs (GMT+4)                    | - Ngoumou Minpole 61' | Reporte   |         | Árbitro(s): Filip Glova | Árbitro(s): Filip Glova |

## Segunda fase
|  | Semifinales | Semifinales |   |  | Final       | Final |  |
|  |             |             |   |  |             |       |  |
|  | 24 de julio |             |   |  |             |       |  |
|  | Portugal    | 4           |   |  |             |       |  |
|  | Irlanda     | 0           |   |  |             |       |  |
|  |             |             |   |  |             |       |  |
|  |             |             |   |  | 27 de julio |       |  |
|  |             |             |   |  | Portugal    | 0     |  |
|  |             | España      | 2 |  |             |       |  |
|  |             |             |   |  |             |       |  |
|  |             |             |   |  |             |       |  |
|  |             |             |   |  |             |       |  |
|  | 24 de julio |             |   |  |             |       |  |
|  | Francia     | 0 (3)       |   |  |             |       |  |
|  | España (p.) | 0 (4)       |   |  |             |       |  |

### Semifinales
| 24 de julio de 2019, 16:00 (GMT+4) | Portugal                                   | 4:0 (2:0) | Irlanda | Banants Stadium, Ereván   |                           |
|                                    | Vitor Ferreira 31' · Ramos 45+2' 59' 90+6' | Reporte   |         | Árbitro(s): Kristo Tohver | Árbitro(s): Kristo Tohver |

| 24 de julio de 2019, 19:00 (GMT+4) | Francia                                                             | 0:0 (t. s.)(3:4 p.)        | España                                               | Republicano Hanrapetakan, Ereván |                           |
|                                    |                                                                     | Reporte                    |                                                      | Árbitro(s): Sergey Ivanov        | Árbitro(s): Sergey Ivanov |
|                                    |                                                                     | Tiros desde el punto penal |                                                      |                                  |                           |
|                                    | Yanis Begraoui · Wilson Isidor · Caqueret · Ndicka Matam · Marcelin |                            | Mollejo · Marqués · Guillamón · Orellana · F. Torres |                                  |                           |

### Final
| 27 de julio de 2019, 18:30 (GMT+4) | Portugal | 0:2 (0:1) | España            | Estadio Republicano Vazgen Sargsyan, Ereván |                          |
|                                    |          | Reporte   | 34' 51' F. Torres | Árbitro(s): Irfan Peljto                    | Árbitro(s): Irfan Peljto |

| Bandera de España |
| Campeón           |
| España            |
| 11.º título       |